# VII Festival della canzone - Sanremo 1957
VII Festival della canzone - Sanremo 1957 è il primo album di inediti di Claudio Villa, ed è uno dei numerosi pubblicati nel 1957.

## Il disco
Al Festival di Sanremo 1957 Villa aveva presentato ben sei canzoni: quattro di esse gareggiavano nella manifestazione, mentre due erano state invece presentate la sera del 10 febbraio, in una serata speciale in cui gareggiavano (tutte in una sera) dieci canzoni scritte da compositori indipendenti (cioè non legati a nessuna casa di edizioni musicali): vinse Claudio Villa, in coppia con Giorgio Consolini, con la canzone Ondamarina (l'altro brano presentato dal "Reuccio" era Chiesetta solitaria).
Per quel che riguarda il Festival vero e proprio, Villa vince con Corde della mia chitarra, arriva al secondo posto con Usignolo, al quinto con Cancello tra le rose e al sesto con Il pericolo numero uno (cantata insieme a Gino Latilla): visto il successo, la nuova casa discografica del cantante, la Cetra pubblica un 33 giri che racchiude queste sei canzoni, con l'aggiunta di La più bella canzone del mondo, presentata alla manifestazione da Gino Latilla e Nunzio Gallo, e Un filo di speranza, cantata da Gino Baldi e il Duo Fasano e da Natalino Otto con il Poker di Voci.
La canzone Corde della mia chitarra, che in altre versioni è firmata da Giuseppe Fiorelli per il testo e da Mario Ruccione per la musica, ha in questo disco anche la firma, per il testo, di Cavaliere.
In tutte le canzoni del disco l'orchestra è quella del maestro Cinico Angelini.
Anche questo disco fu pubblicato in formato 25 cm (leggermente più piccolo dei normali 33 giri).

## Tracce

### Lato A
1. Cancello tra le rose (testo di Umberto Bertini; musica di Antonio De Paolis; Edizioni musicali Melodi) - 3'30"
2. Un filo di speranza (testo di Gian Carlo Testoni; musica di Saverio Seracini; Edizioni musicali La Cicala) - 3'05"
3. Chiesetta solitaria (testo di A. Bezzi; musica di C. Pintaldi; Edizioni musicali Diapason)) - 3'19"
4. Il pericolo numero uno (con Gino Latilla) (testo di Enzo Bonagura; musica di Michele Cozzoli) - 3'43"

### Lato B
1. Corde della mia chitarra (testo di Giuseppe Fiorelli e Cavaliere; musica di Mario Ruccione; Edizioni musicali Suvini Zerboni) - 2'54"
2. La più bella canzone del mondo (testo di Astro Mari; musica di Gino Filippini) - 3'19"
3. Usignolo (testo di Castellani; musica di Luigi Luciano Martelli e Carlo Concina) - 3'37"
4. Ondamarina (testo e musica di Bernazza e Lops) - 3'54"